# 8-я минно-торпедная авиационная дивизия ВВС ВМФ
8-я минно-торпедная авиационная Гатчинская Краснознаменная дивизия ВВС ВМФ — воинское соединение Вооружённых сил СССР во Второй мировой войне.

## История наименований
Условное наименование — в/ч 42901
- 8-я бомбардировочная авиационная бригада (1939);
- 8-я минно-торпедная авиационная дивизия (12.07.1943);
- 8-я минно-торпедная Гатчинская авиационная дивизия (26.01.1944);
- 8-я минно-торпедная Гатчинская Краснознамённая авиационная дивизия (22.03.1944)

## История
8-я минно-торпедная авиационная дивизия была переформирована в рамках реорганизации частей и соединений ВВС ВМФ из 8-й бомбардировочной авиационной бригады ВВС БФ, которая была сформирована в 1939 году в Ленинграде (Приказ НК ВМФ № 0528 от 09.07.1943 г).
На момент формирования дивизии в её составе были: 1-й мтап, 73-й бап, 21-й иап. После формирования дивизии в неё был включён только сформированный 51-й мтап на аэродроме Новая Ладога, вооружённый самолётами A-20G.
Указом Президиума ВС СССР от 26.01.1944 года и Приказом Верховного главнокомандующего за мужество и героизм, проявленные в ходе операции по снятию блокады Ленинграда и активное содействие наземным войскам при взятии Гатчины, дивизии присвоено почётное наименование «Гатчинская».
22 марта 1944 года 8-я минно-торпедная авиационная дивизия награждена орденом Красного Знамени.
С мая 1944 года по февраль 1945 года дивизией совершено 8850 боевых вылетов.
В конце августа 1944 года, за высокие боевые (10 самолётов) и небоевые (4 самолёта) потери в течение одного месяца командир дивизии полковник А. Н. Суханов был снят с должности.
Последние боевые вылеты в войне выполнялись экипажами 51-го мтап — 9 мая 1945 года, а экипажами 1-го гв. мтап — 10 мая.
В 1946 году дивизия передана в подчинение ВВС 4-го ВМФ. В составе дивизии были: 1-й гв. мтап, 51-й мтап, 14-й гв. иап и 21-й иап.
В 1948 году минно-торпедные полки дивизии перевооружились на Ту-2Т. Из состава дивизии выведен 21-й иап.
В 1952 году происходила замена в полках поршневых торпедоносцев на реактивные Ил-28. В составе дивизии числились: 1-й гв. мтап, 51-й мтап, 14-й гв. иап, 575-й гв. дбап, 634-я оутаэ.
В 1953 году в дивизии остаются только два минно-торпедных полка: 1-й и 51-й. Управление дивизии и 1-го мтап находилось в п. Пионерский, управление 51-го полка в п. Светлогорск, тогда как сами полки размещались на аэродроме Дунаевка.
1 июня 1960 года, в рамках сокращения ВС СССР управление 8-й минно-торпедной Гатчинской Краснознамённой авиационной дивизии и оба её полка были расформированы. На аэродроме Дунаевка была сформирована 469-я база хранения самолётов, куда передавались Ил-28 расформированной 8-й мтад и 128-й гв. мтад. База хранения просуществовала один год.

## Авиатехника дивизии
СБ, МБР-2, ТБ-3, ДБ-3ф, ДБ-3Т, Ар-2, И-16, Як-1, Як-7Б, Ил-2, А-20В, A-20G, Ту-2, Ил-28.

## Состав дивизии
1-й гв. МТАП (с 1939 по 1960), 14-й гв. ИАП (с 1944 по 1953), 21-й ИАП (с 1942 по 1948), 51-й МТАП (с 1943 по 1960), 57-й СБАП (ПШАП) (с 1939 по 1942), 73-й БАП (12-й гв. АППБ, 575-1 гв. ДБАП, с 1941 по 1950), 634-я ОУТАЭ (1950—1953), 17-й ОТАО (в 1941)

## Подчинение
ВВС БФ, ВВС 4-го ВМФ

## Командиры
- Суханов А. Н. (май 1939 — декабрь 1940)
- Логинов Н. К. (Март 1941 — август 1942)
- ГСС Преображенский Е. Н. (август 1942 — март 1943)
- Суханов А. Н. (апрель 1943 — август 1944, снят)
- Курочкин, Михаил Алексеевич. (август 1944 — декабрь 1946)
- Коваленко С. А. (апрель 1947 — апрель 1949)
- Медведев В. Я. (май 1949 — ноябрь 1952)
- Саликов Н. Д. (декабрь 1955 — июнь 1960)

## Герои Советского Союза
О Героях Советского Союза 1-го гв. мтап смотри 1-й гвардейский минно-торпедный авиационный полк ВВС Балтийского флота.
О Героях Советского Союза 51-го мтап смотри 51-й минно-торпедный авиационный полк (СССР).
О Героях Советского Союза 21-го иап смотри 21-й истребительный авиационный полк ВВС Балтийского флота.
- Барский, Андрей Иванович, гвардии капитан, командир эскадрильи 12-го гвардейского пикировочно-бомбардировочного авиационного полка.
- Давыдов, Сергей Степанович, гвардии капитан, штурман эскадрильи 12-го гвардейского пикировочно-бомбардировоного авиационного полка.
- Кабанов, Евгений Иванович, гвардии старший лейтенант, штурман звена 12-го гвардейского пикирующего бомбардировочного авиационного полка.
- Колесников, Николай Данилович, гвардии старший лейтенант, командир звена 12-го гвардейского пикирующего бомбардировочного авиационного полка.
- Косенко, Юрий Хрисанфович, гвардии лейтенант, командир звена 12-го гвардейского пикирующего бомбардировочного авиационного полка.
- Пасынков, Григорий Васильевич, гвардии лейтенант, заместитель командира эскадрильи 12-го гвардейского пикировочно-бомбардировочного авиационного полка.
- Раков, Василий Иванович, гвардии подполковник, командир 12-го гвардейского пикирующего бомбардировочного авиационного полка (в составе дивизии удостоен второй медали «Золотая Звезда»).
- Суханов, Михаил Андреевич, гвардии лейтенант, штурман звена 12-го гвардейского пикировочно-бомбардировочного авиационного полка.
- Усенко, Константин Степанович, гвардии капитан, командир эскадрильи 12-го гвардейского пикировочно-бомбардировочного авиационного полка.
- Цисельский, Михаил Петрович, гвардии капитан, дублёр штурмана эскадрильи 12-го гвардейского пикировочно-бомбардировочного авиационного полка.